# Florimond de Mercy-Argenteau
Claude Florimond, conde de Mercy-Argenteau (Lieja; 20 de abril de 1727 - Londres; 1794), fue un diplomático belga al servicio del Sacro Imperio Romano Germánico. 
Representante de la corte de Viena en Turín y después en San Petersburgo, fue un gran admirador de la emperatriz María Teresa I de Austria, sustituyó a Starhemberg, en 1770, como embajador de Austria en París. Fue espía de la emperatriz y después de la joven delfina María Antonieta. El abate Vermond quería que su antiguo alumno alcanzara el éxito y creyó en todo momento que él era un contraespía. Intentó influir a favor de los Habsburgo aún a riesgo de que María Antonieta fuera detestada por los franceses y trató, por todos los medios, de refrenar los excesivos dispendios de la reina.
En 1775, compró la baronía de Conflans-Sainte-Honorine y el señorío de Neuville-sur-Oise donde se instaló. Allí hizo embellecer el castillo e instaló a su amante, la cantante Rosalie Levasseur, en la aldea de Chenevières, dependiente de Conflans; a donde viene a visitarla a menudo. De esta relación nació un hijo bastardo.
En 1789 Mercy-Argenteau deja París y es nombrado representante del emperador José II de Habsburgo en Bruselas, antes de ser nombrado, para el mismo cargo, en Londres en 1794, poco tiempo antes de su muerte.

## Representaciones
Florimond de Mercy-Argenteau ha sido representado por Henry Stephenson en la película María Antonieta de 1938, y por Steve Coogan en la película María Antonieta de 2006.